# Amorphophallus titanum
L'aro titano o aro gigante (Amorphophallus titanum (Becc.) Becc., 1879) è una pianta appartenente alla famiglia delle Aracee, endemica dell'isola di Sumatra.
Questa pianta, descritta scientificamente per la prima volta nel 1878 dal botanico fiorentino Odoardo Beccari, possiede la più grande infiorescenza non ramificata del mondo vegetale.
A causa del suo odore, che è simile all'odore di un cadavere o di una carcassa in decomposizione, l'aro titano fa parte dei cosiddetti "fiori cadaveri", ed è chiamato esso stesso "fiore cadavere" o "pianta cadavere" (in indonesiano: bunga bangkai, dove bunga significa "fiore", mentre bangkai può essere tradotto come "cadavere" o "carogna"). Non va confuso con il genere Rafflesia, che viene anch'esso chiamato "fiore cadavere", avendo la stessa peculiarità.

## Etimologia
Il nome scientifico Amorphophallus titanum deriva il suo nome dal greco antico (άμορφος - amorphos, "senza forma, deforme" + φαλλός - phallos, "fallo" e titan, "gigante"). Il nome popolare "aro titano" è stato coniato da W.H. Hodge.

## Descrizione
È una pianta erbacea perenne, che presenta un'infiorescenza a spadice e può raggiungere i 3 metri di altezza; durante la fioritura, che dura 3-4 giorni, essa emana un odore particolarmente sgradevole, che ricorda quello della materia organica in putrefazione e attrae i coleotteri della famiglia Silphidae. Come nelle altre Araceae è costituita da un profumato spadice di fiori avvolto da una brattea che somiglia a un grande petalo. Nel caso dell'Amorphophallus titanum, la brattea è di un verde intenso all'esterno e di un rosso bordeaux scuro all'interno, con una trama profondamente solcata. Lo spadice è cavo e ricorda una grande baguette. Vicino alla parte inferiore dello spadice, nascosto alla vista all'interno della guaina della brattea, lo spadice reca due anelli di piccoli fiori. L'anello superiore porta i fiori maschili, mentre l'anello inferiore è punteggiato da lucenti carpelli rosso-arancione.
La "fragranza" ricorda la carne in decomposizione, attirando coleotteri che mangiano carogne e mosche di carne (famiglia Sarcophagidae) che la impollinano. Il colore rosso intenso e la consistenza dell'infiorescenza contribuiscono all'illusione che la brattea sia un pezzo di carne. Durante la fioritura, la punta dello spadice assume una temperatura simile a quella del corpo umano, il che aiuta a volatilizzare il profumo; si ritiene che questo calore contribuisca ulteriormente nell'illusione che attira gli insetti.
Sia i fiori maschili sia quelli femminili crescono nella stessa infiorescenza. I fiori femminili si aprono per primi, poi dopo un giorno o due si aprono i fiori maschili. Questo di solito impedisce al fiore di autoimpollinarsi.
Dopo la scomparsa del fiore, una singola foglia, che raggiunge le dimensioni di un piccolo albero, cresce dal cormo sotterraneo. La foglia cresce su un gambo in qualche modo verde che si ramifica in tre sezioni nella parte superiore. La struttura fogliare può raggiungere fino a 6 metri di altezza e 5 metri di larghezza. Ogni anno, la vecchia foglia muore e una nuova cresce al suo posto. Quando il cormo ha immagazzinato abbastanza energia, diventa inattivo per circa quattro mesi. Quindi il processo si ripete.
Il cormo è il più grande conosciuto: in genere pesa circa 50 kg. Quando un esemplare al Conservatorio della Principessa del Galles, Kew Gardens, fu rinvasato dopo il periodo di dormienza, fu registrato un peso di 91 kg. Nel 2006, per un cormo nel giardino botanico di Bonn, in Germania, è stato registrato un peso di 117 kg, e un A. titanum coltivato a Gilford, New Hampshire, dal dottor Louis Ricciardiello nel 2010 pesava 138 kg. L'attuale record è detenuto da un cormo coltivato presso il Royal Botanic Garden di Edimburgo, che pesava 153,9 kg dopo 7 anni di crescita da un cormo iniziale delle dimensioni di un'arancia.

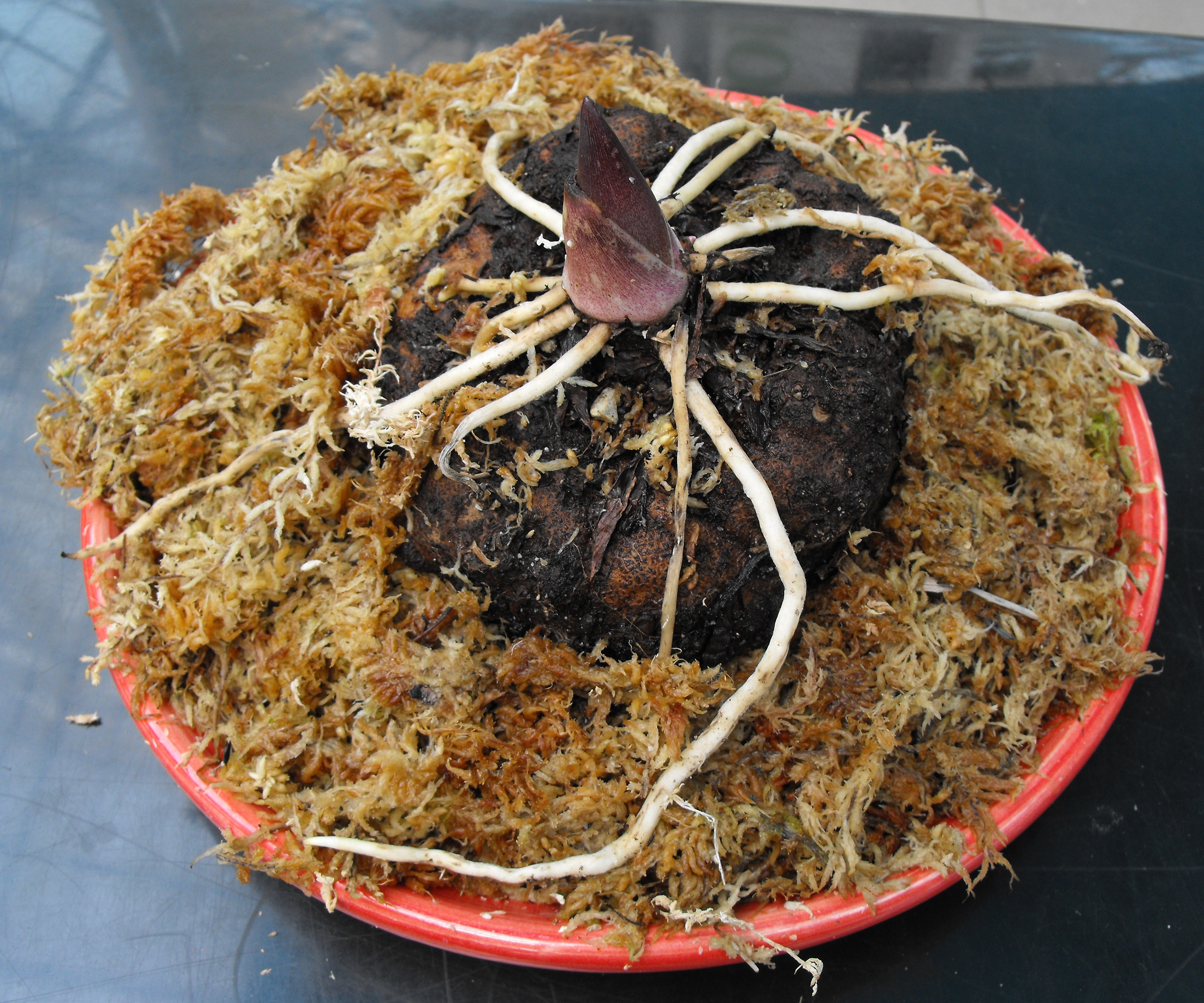
Cormo
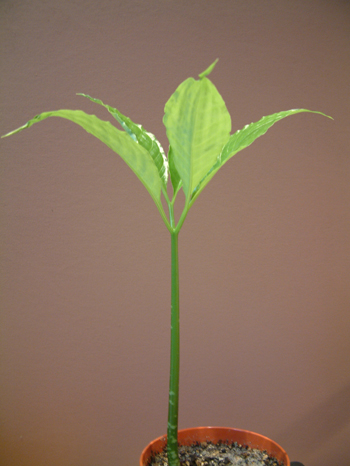
Germoglio
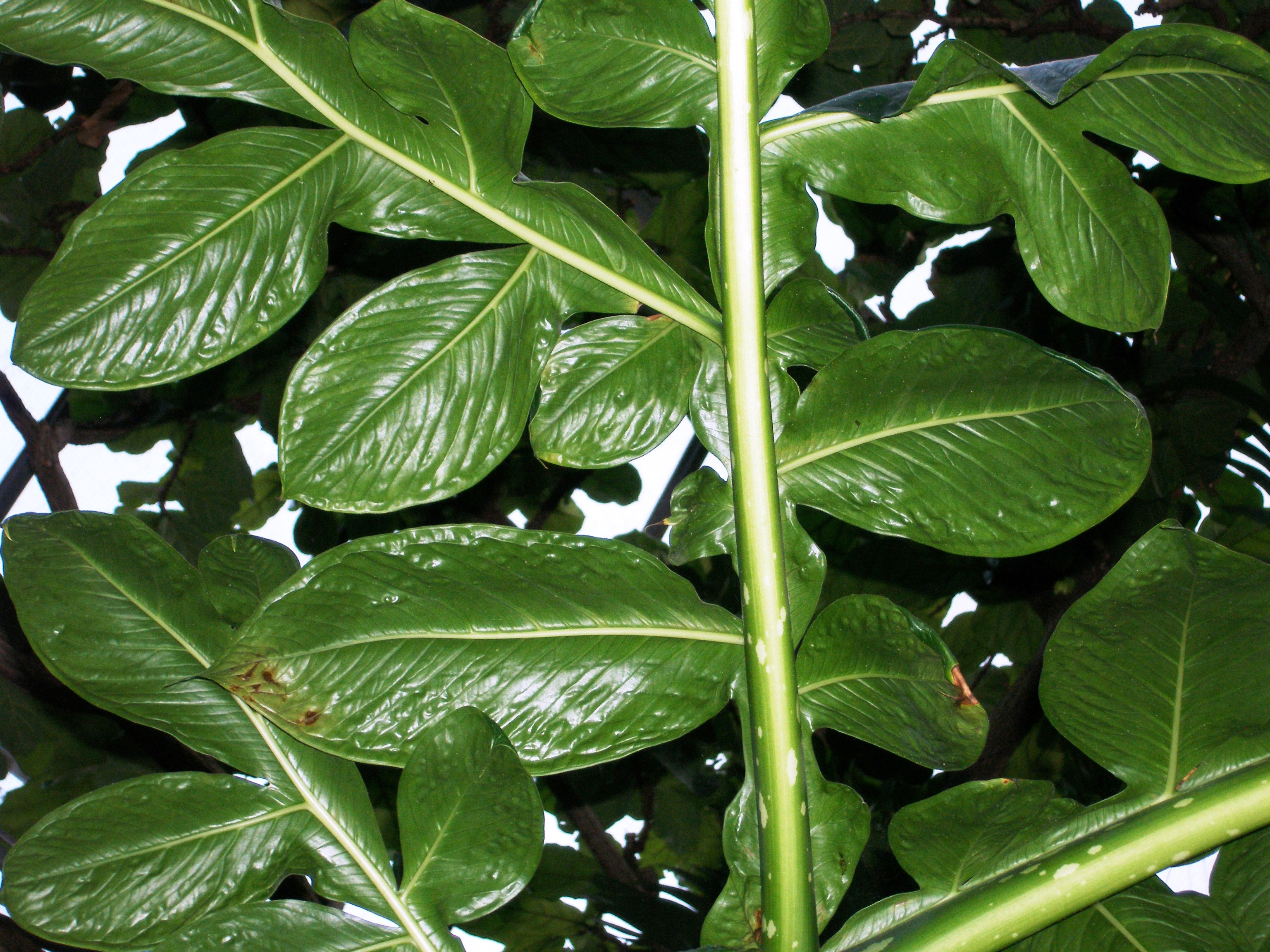
Foglie
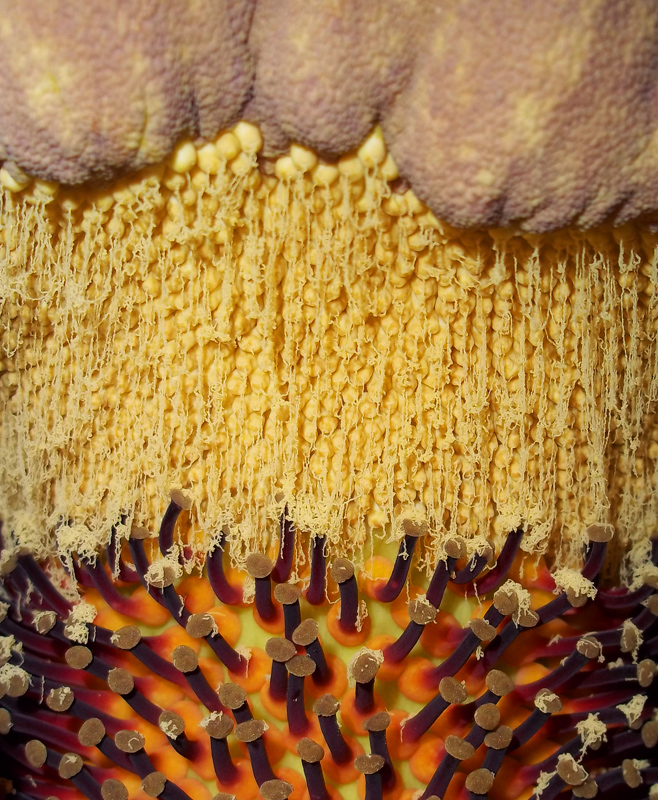
Polline
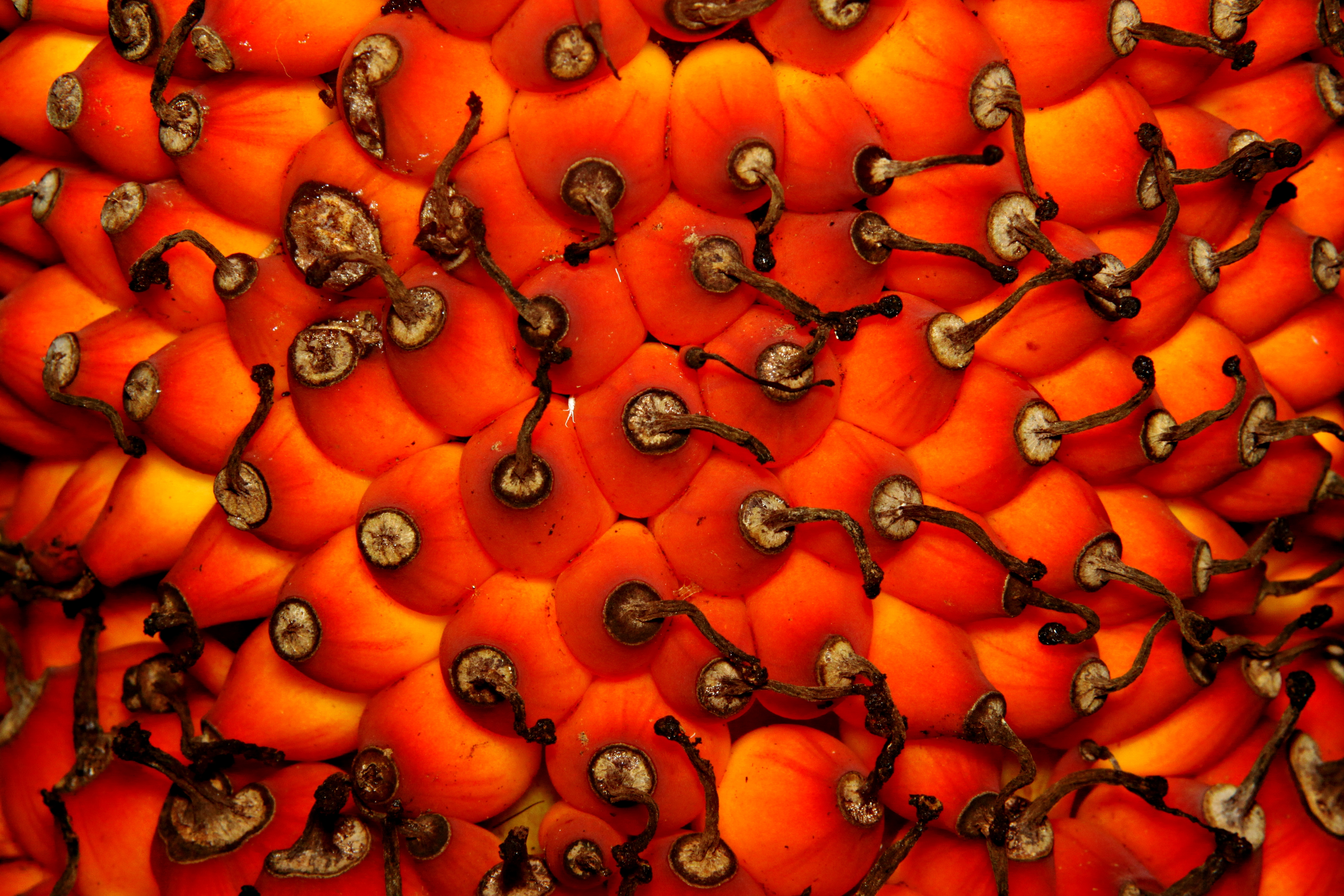
Frutti

## Distribuzione e habitat

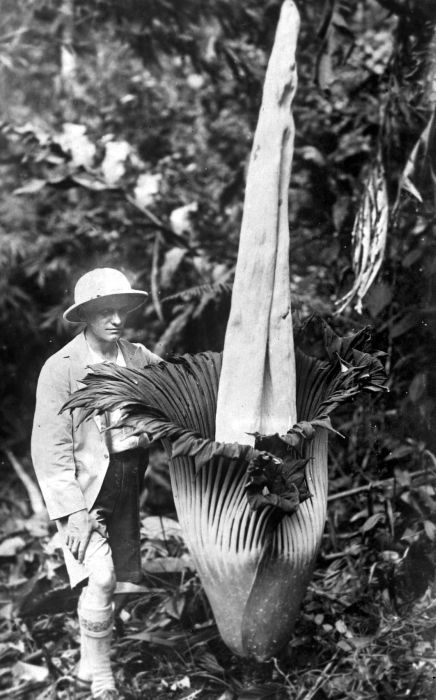
Foto d'epoca di un A. titanum a Sumatra

In natura l'A. titanum si trova solo nelle foreste tropicali dell'isola di Sumatra, in Indonesia. Per la sua spettacolarità la pianta è anche coltivata da orti botanici e collezionisti privati in tutto il mondo. In Italia lo si può ammirare presso il Giardino dei Semplici di Firenze, che è stato teatro di una spettacolare fioritura nell'agosto 2007.

## Coltivazione
A. titanum cresce allo stato brado solo nelle foreste pluviali equatoriali di Sumatra, in Indonesia. La pianta fiorisce solo raramente in natura e ancor più raramente quando viene coltivata. Fiorì per la prima volta in coltivazione presso i Royal Botanic Gardens di Londra nel 1889, con oltre un centinaio di fiori coltivati da allora. Le prime fioriture documentate negli Stati Uniti furono al New York Botanical Garden nel 1937 e nel 1939. Questa fioritura ispirò anche la designazione dell'A. titanum come fiore ufficiale del Bronx nel 1939, per poi essere sostituito nel 2000 dal giglio. Il numero di piante coltivate è aumentato negli ultimi anni e non è raro che ci siano cinque o più eventi di fioritura nei giardini di tutto il mondo in un solo anno.

## Conservazione
La Lista rossa IUCN classifica Amorphophallus titanum come specie in pericolo di estinzione (Endangered).